# Самедов, Огтай Абил оглы
Огтай Абил оглы Самедов (азерб. Oqtay Əbil oğlu Səmədov) род. 5 апреля 1952, Холкарабуджак, Нефтечалинский район) ― азербайджанский учёный-физик, директор Института радиационных проблем Национальной академии наук Азербайджана, член-корреспондент Национальной академии наук (2017), профессор, доктор физико-математических наук.

## Биография
Родился 5 апреля 1952 года в посёлке Хол Гарабужаг Нефтечалинского района Азербайджана в семье учителей. В 1969 году окончил среднюю школу №2 имени Низами города Сальян, а в 1975 году успешно окончил физический факультет Азербайджанского государственного университета (ныне Бакинский государственный университет). В 1975-1979 годах Огтай Самедов работал учителем физики в средней школе села Холгарабужаг. В 1979 году работал главным научным сотрудником лаборатории «Радиационная физика сегнетоэлектриков» Института радиационных проблем.
Огтай Самедов поступил в аспирантуру Института радиационных проблем в 1980 году, в 1988 году защитил диссертацию на тему «Исследование диэлектрических и пироэлектрических свойств фазовых переходов в спонтанно поляризованных кристаллах» и получил степень кандидата физико-математических наук.
Дальнейшая научная деятельность Самедова была посвящена изучению физических свойств релаксорных сегнетоэлектриков на основе кристаллов TlInS 2  и TlGaSe 2 , и в этой области были получены научные результаты, имеющие большое практическое значение. В 2006 году, защитив докторскую диссертацию по этой теме, получил сверхпроводящие соединения и определил их температуру сверхпроводимости. Было изучено влияние излучения на экстремальную температуру проводимости и удельное сопротивление. Состояние релаксора нанодомена было исследовано с помощью диэлектрических и электрических измерений облученных, легированных и интеркалированных полупроводниковых семнетоэлектриков.
Самедов является автором первых исследований в области радиационной физики и технологии сегнетоэлектриков в Азербайджане. Провел важные исследования в области влияния излучения на фазовые переходы в спонтанно поляризованных кристаллах кислородно-октаэдрической структуры.
Ученый начал свои исследования с изучения влияния электрического и магнитного полей на структурные фазовые переходы в различных сегнето- и антисегнетоэлектриках.
Является автором более 200 статей по радиационному материаловедению в ведущих мировых журналах, таких как «Сегнетоэлектрика», «Физика твердого тела», «Физика твердого тела», «Международный журнал теоретических и прикладных нанотехнологий» и других. Только за последние три года количество ссылок на эти статьи исследователями из всемирно известных научных центров превысило 200.
Решением Высшей аттестационной комиссии при президенте Азербайджана Самедову в 2013 году было присвоено звание профессора.
В 2015 году был назначен директором Института радиационных проблем. За время его недолгого пребывания в должности Институт организовал экспедиции по обнаружению распространения радиоактивных изотопов и тяжелых металлов в прифронтовой зоне, трансграничных водах и их отложениях для обеспечения ядерной и радиационной безопасности страны, а результаты были представлены в соответствующие государственные органы. Установка и обслуживание специального оборудования для наблюдения на пограничных пунктах пропуска для предотвращения контрабанды ядерных и радиоактивных материалов и ядерного терроризма в ядерной и радиационной безопасности Азербайджана. Курсы обучения для сотрудников пограничных и таможенных служб были проведены Институтом радиационных проблем при поддержке Департамента безопасности Министерства энергетики США. Внедрены новые детекторы для регистрации ионизирующего излучения и разработка радиационных устройств на их основе.
Является руководителем Азербайджанского филиала Международного центра ядерной информации (INIS) Международного агентства по атомной энергии (МАГАТЭ ). Выиграл несколько конкурсов проекта Фонда развития науки при Президенте Азербайджанской Республики, Украинского научно-технического центра и успешно завершил эти проекты. Был избран членом Организационного комитета Международного научного форума «Ядерные науки и технологии», который состоится в сентябре 2017 года в Алматы (Казахстан).
2 мая 2017 года избран членом-корреспондентом Национальной академии наук Азербайджана.
Занимался исследованием влияния внешних факторов на фазовые переходы сегнетоэлектриков и антисегнетоэлектриков, обобщил полученные результаты и впервые определил закономерности первого и второго фазовых переходов в спонтанно поляризованных кристаллах.  Вводя добавки с разным ионным радиусом в кристаллы TlInS 2  и TlGaSe 2, исследовал их диэлектрические, пироэлектрические, электрические свойства и влияние γ-квантов на эти свойства. Показано, что  соединения, полученные присоединением кристалла TlInS 2 к различным атомам Яна-Тейлора, проявляют свойства, характерные для релаксантных сегнетоэлектриков.
Ученый впервые  наблюдал суперионную проводимость в кристаллах TlGaTe 2 , TlInTe 2  и TlInSe 2, изучая спектры диэлектрической и электрической релаксации и импеданса.
Основал научную школу по пироэлектрическим и диэлектрическим свойствам сегнето-антисегнето и полупроводников-сегнетоэлектриков, под его руководством подготовлено 4 доктора философских наук и 1 доктор наук. В настоящее время под руководством ученого в области радиационного материаловедения успешно работают 2 доктора наук и 3 доктора философии.

## Основные научные достижения
1. Приведены закономерности последовательных фазовых переходов в спонтанно поляризованных кристаллах.
2. На основе кристаллов TlInS 2 и TlGaSe 2 открыт новый класс релаксантных сегнетоэлектриков. Определена критическая доза облучения для релаксации этих соединений.
3. В кристаллах TlInS 2 и TlGaSe 2 наблюдалась суперионная проводимость и исследована кинетика ее дозовой зависимости.
Результаты этих исследований были опубликованы в 33 рецензируемых научных журналах и национальных публикациях, 49 статьях, 1 патенте, 109 докладах на международных и отечественных конференциях.

## Научные труды
- 1. Сегнетоэлектричество и политипизм в кристаллах TlGaSe 2 . Solid State Com, 1991, версия 77, N.6, 453
- 2. Спонтанный релаксор-сегнетоэлектрический переход TlInS 2 с катионными примесями. Журнал оптоэлектроники и перспективных материалов (JOAM), 2003 г., т. 5, № 3276
- 3. Релаксорные свойства композитов TlInS 2 с нанодоменным состоянием. Сегнетоэлектрики, 2004, т. 298, 275.
- 4. Релаксорные свойства и механизм проводимости γ- облученных кристаллов TllnS2. ФТТ, 2005, т.47, вып. 9, 1665
- 5. Диэлектрические свойства, механизм проводимости и возможность нанодоменного состояния с образованием квантовых точек в несоразмерном TlInS 2, легированном гамма-излучением . Physica Status solidi (A) 2006, 203, № 11, 2845
- 6. Анизотропия проводимости интеркалированных релаксорных сегнетоэлектриков TllnS 2 <Ge>. Россия / СНГ / Балтик / Япония Симпозиум по сегнетоэлектричеству RCBJSF-9, Вильнюс, Латва, 2008, 561
- 7. Особенности анизотропии проводимости интеркалированного наноразмерного релаксора TllnS 2 <Ge>. Журнал «ScientificIsrael - Технологические преимущества» Материаловедение, 2009, т. 11, №1,99.
- 8. Особенности проводимости γ- облученных кристаллов TlGaTe2 с наноцепочечной структурой. ФТП, 2010 том 44, вып.5, 610
- 9. Гигантская диэлектрическая релаксация в кристаллах TlGaТе2. ФТТ, 2011, т.53, вып.8, 1488
- 10. Суперионная проводимость кристаллах В  TlGaTe2. ФТП, 2011,том 45, вып.8, 1009
- 11. Суперионная проводимость в одномерных нановолоконных кристаллах TiGaTe 2 . Японский J.Appl. Физика. 50 (2011), 05FCO9-1
- 12. Суперионная проводимость, эффекты переключения и памяти в кристаллах TlInTe2 и TlInSe2. ФТП, 2011, том 45, вып.11, 1441
- 13. Суперионная проводимость и эффекты γ-излучения в нановолоконных кристаллах TlGaTe 2 . Международный журнал тероретической и прикладной нанотехнологии. том 1, Иссель 1, 2012. с. 20-28.
- 14. Ионная проводимость и диэлектрическая релаксация в кристаллах TlGaТе2 облученных γ- квантами. ФТП, 2013, т. 47, в.5, с.696-701.
- 15. Поляризация вызванная объемыми зарядами и ионная проводимость в кристаллах TlInSe2. ФТП, 2014, т. 48, в.4, с.442-447.
- 16. Перспективы применения полупроводников типа A 3 B 3 C 6 2 для разработки наноразмерных электронных устройств. Международный журнал теоретических и прикладных нанотехнологий Том 2, Выпуск 1, Год 2014 Журнал ISSN: 1929-2724 DOI: 10.11159 / ijtan.2014.00
- 17. Исследование методом импедансной спектроскопии фазовых переходов в состояния ионной и суперионной проводимости в Ag 2 S и Ag 2 Se. Physica status solidi (c). 24 апреля 2015 г., 1-5 (2015) / DOI 10.1002 / pssc. 201400366.
- 18. Температурно-зависимая спектроскопическая эллипсометрия AgSe и AgS с фазовыми переходами из ионного в суперионное состояние проводимости. Physica status solidi (c). 5 мая 2015 г., DOI: 10.1002 / pssc.201400367[1].